# 亲城坊
亲城坊又称亲仁里、亲仁坊，在唐长安城中它位于朱雀大街东面第二街之东，北临宣阳坊，南靠永宁坊，东北角与东市对角，是唐朝众多著名人物住宅聚集之里坊。

## 遗址
亲城坊遗址大概东西位于现今西安市太乙路南段以西至西安市测绘局附近，南北位于今西安市友谊东路与建设东路之间地区。

## 布局
亲城坊以夯土坊墙为围护，开四个坊门分别于四面。亲城坊内的大十字街将亲城坊划分为四个大区，再以小十字街划分四个小坊，最后里坊内共有十六个小区，每个小区内有曲和巷。大约可容纳居民一万两千人。坊内在盛唐至唐末时期有旅馆，此旅馆在亲城坊之西南位置，与柳宗元宅邸为邻。

## 文化
自隋朝建立大兴城起，亲城坊就毗邻皇城。一坊之隔的是国子监，又紧邻京兆府万年县廨。坊内先后有过众多著名人物宅第：

### 孙起
孙起，官至滑州白马县令，亲城坊中有其宅。

### 李元婴
李元婴，唐高祖李渊第二十二子，被封为“滕王”。其宅在亲城坊“东门之北”。

### 李旦
李旦即唐睿宗，亲城坊之宅系其居藩旧邸，其邸在亲城坊之西南角，唐开元年间，其宅改建为 “仪坤庙”。睿宗驾崩后“仪坤庙”中的昭成皇后神位及肃明皇后神位先后附入太庙，宅邸遂为肃明道士观，后因咸宜公主入住，更名为咸宜女冠观，观内有壁画，皆为著名画家之作，此观的规模较大。

### 李石
李石，唐开成年间任宰相。其宅在亲城坊中。

### 吴巽
吴巽，唐玄宗开元天宝年间，任参军职。其宅在亲城坊中。

### 王希隽
王希隽，官至太仆卿，其宅在杨宏武宅东面，与杨宏武、王希隽共在大十字街之东北区内，与李元婴宅为邻。

### 冯衮
冯衮，唐剑南东川节度使冯宿之子，官至给事中。其宅在亲城坊中。

### 杨宏武
杨宏武，官至中书侍郎，其宅与韦琨、王希隽共在大十字街之东北区内，与李元婴宅为邻。

### 于志宁
于志宁，唐高宗年间被封为燕国公，秦王府十八学士之一。其宅在亲城坊西北角。于志宁死后其宅被转赐给了贵妃豆卢氏，后又赐给了左金吾大将军程伯献，黄门侍郎李暠等。

### 郑万钧
郑万钧，唐代国公主驸马都尉，其宅在亲城坊北门之东。

### 韦琨
韦琨，官至太子詹事，其宅与杨宏武、王希隽共在大十字街之东北区内，与李元婴宅为邻。

### 昌乐公主
昌乐公主，唐玄宗第十八女，其夫为毕国公窦锷。

### 安禄山
安禄山，在天宝年间被唐玄宗赏识。其宅在亲城坊中大十字横街东街之南，天宝十年在亲仁坊宽广处造宅，后因其“安史之乱”，其宅被抄。唐肃宗至德元年改建为“回元观”。

### 郭子仪
郭子仪，唐朝平定“安史之乱”的主要功臣之一，其宅第居亲城坊四分之一之大，位于亲城坊西北区。郭家将亲仁坊四门洞开，往来商贩和公卿都在一个地方行走。郭的亲信到来时，他命令他们取水，看似和奴仆无异，郭子仪的几个儿子看不下去了，向他进谏说请不要将自己的宅邸四门洞开，郭笑着回答：“这哪是你们料得到的？家里仆役这么多，万一哪天不顺心时起了杀心，我们都不知该怎么办，现在开启坊间的大门，虽然谗言由此而生，但也不过如此罢了。”若外人在里面来回出入，也很难知道其住所的具体情况，可见其规模十分庞大。当时长安城中有“亲仁里郭家”的称谓。

### 柳宗元
柳宗元， “唐宋八大家”之一。柳宗元祖上世代为官,祖父在亲城坊内有一所宅第，其宅应在坊中街西之南，32岁之前的柳宗元在亲城坊居住，与郭子仪家为邻。 

### 西华公主
西华公主，唐宣宗第三女，其夫工部尚书严祁。其宅在亲城坊中。

### 陆质
陆质，官至给事中。其宅在亲城坊中。

### 郎卫君
郎卫君，官至太子典膳。其宅在亲城坊中。

### 崔善福
崔善福，唐高祖武德年间，任大将军职。其宅在亲城坊中。